# Нік Киріос
Ніколас «Нік» Гілмі Киріос (англ. Nickolas Hilmy Kyrgios; грец. Νικόλαος Χίλμη "Νίκος" Κύργιος; нар. 27 квітня 1995) — австралійський професійний тенісист грецького походження, який станом на вересень 2022 посідає 25 місце у рейтингу ATP. Киріос виграв 4 титули на турнірах рівня ATP та 7 разів грав у фіналі, у тому числі у фіналі цинциннатійського Мастерсу у 2017 році.
У юнацькі роки Киріос став переможцем Відкритого чемпіонату Австралії 2013 серед хлопців в одиночному розряді та Вімблдонський турнір того ж року у парному. Найвищим досягненням у кар'єрі Киріоса наразі є участь у двох чвертьфіналах на турнірах Великого шолома — на Вімблдоні 2014 (під час турніру австралієць переміг тодішню другу ракетку світу Рафаеля Надаля та тодішню 13 ракетку світу Рішара Гаске) та на Australian Open 2015. Киріос тільки другий гравець, який з першої спроби переміг Роджера Федерера, Рафаеля Надаля та Новака Джоковича (першим, кому це вдалося, став співвітчизник Киріоса Ллейтон Г'юїтт).
Киріоса неодноразово критикували за те, що він навмисне програє сети та матчі, ображає інших спортсменів та взагалі поводиться неспортивно, у тому числі про це казав і Джон Макінрой. Інші тенісисти, включно з Джоном Ллойдом хвалять унікальний стиль Киріоса, його характер і чуття.
Відомий також під прізвиськом «киргиз». Так його прозвали вболівальники за схожість у написанні прізвища.

## Статистика виступів

### Турніри Великого шолома
Станом на кінець Відкритого чемпіонату Австралії з тенісу 2018.
|                         |      | Професійна кар'єра | Професійна кар'єра | Професійна кар'єра | Професійна кар'єра | Професійна кар'єра | Професійна кар'єра |        |                  |           |
| Турнір                  | 2012 | 2013               | 2014               | 2015               | 2016               | 2017               | 2018               | титули | Перемоги-поразки | % перемог |
| ----------------------- | ---- | ------------------ | ------------------ | ------------------ | ------------------ | ------------------ | ------------------ | ------ | ---------------- | --------- |
| Турніри Великого шолома |      |                    |                    |                    |                    |                    |                    |        |                  |           |
| Australian Open         | РК1  | РК1                | 2К                 | ЧФ                 | 3К                 | 2К                 | 4К                 | 0 / 5  | 11–5             | 69 %      |
| Ролан Гаррос            | A    | 2К                 | 1К                 | 3К[a]              | 3К                 | 2К                 |                    | 0 / 5  | 5–5              | 50 %      |
| Вімблдон                | A    | A                  | ЧФ                 | 4К                 | 4К                 | 1К                 |                    | 0 / 4  | 10–4             | 71 %      |
| US Open                 | A    | 1К                 | 3К                 | 1К                 | 3К                 | 1К                 |                    | 0 / 5  | 4–5              | 44 %      |
| Перемоги-поразки        | 0–0  | 1–2                | 7–4                | 8–4                | 9–4                | 2–4                | 3–1                | 0 / 19 | 30–19            | 61 %      |

a Ролан Гаррос 2015 нараховує 1 перемогу та 1 поразку, оскільки Кайл Едмунд знявся з матчу другого кола до його початку.